# Syretal
Syretallet er et mål for indholdet af frie fedtsyrer i et fedtstof, dannet ved hydrolytisk harskning. 
Syretallet angiver, hvor mange milligram kaliumhydroxid der forbruges til neutralisation af de frie fedtsyrer i et gram af fedtstoffet.
Syretallet fungerer som et kvalitetskendetegn ved f.eks. olivenolie og lignende. Den bedste kvalitet har man, når syretallet er nul, og med stigende værdi af syretallet falder fedtstoffets kvalitet tilsvarende.
| Mad og drikke | Spire Denne artikel om mad og drikke er en spire som bør udbygges. Du er velkommen til at hjælpe Wikipedia ved at udvide den. |